# Battaglia di Klissow
La battaglia di Klissow (19 luglio 1702) ebbe luogo nell'ambito della Grande guerra del nord e vide la vittoria delle truppe svedesi guidate da re Carlo XII contro una coalizione di sassoni e polacchi comandata da Augusto II il Forte, re di Polonia e, con il nome di Federico Augusto I, di Sassonia.

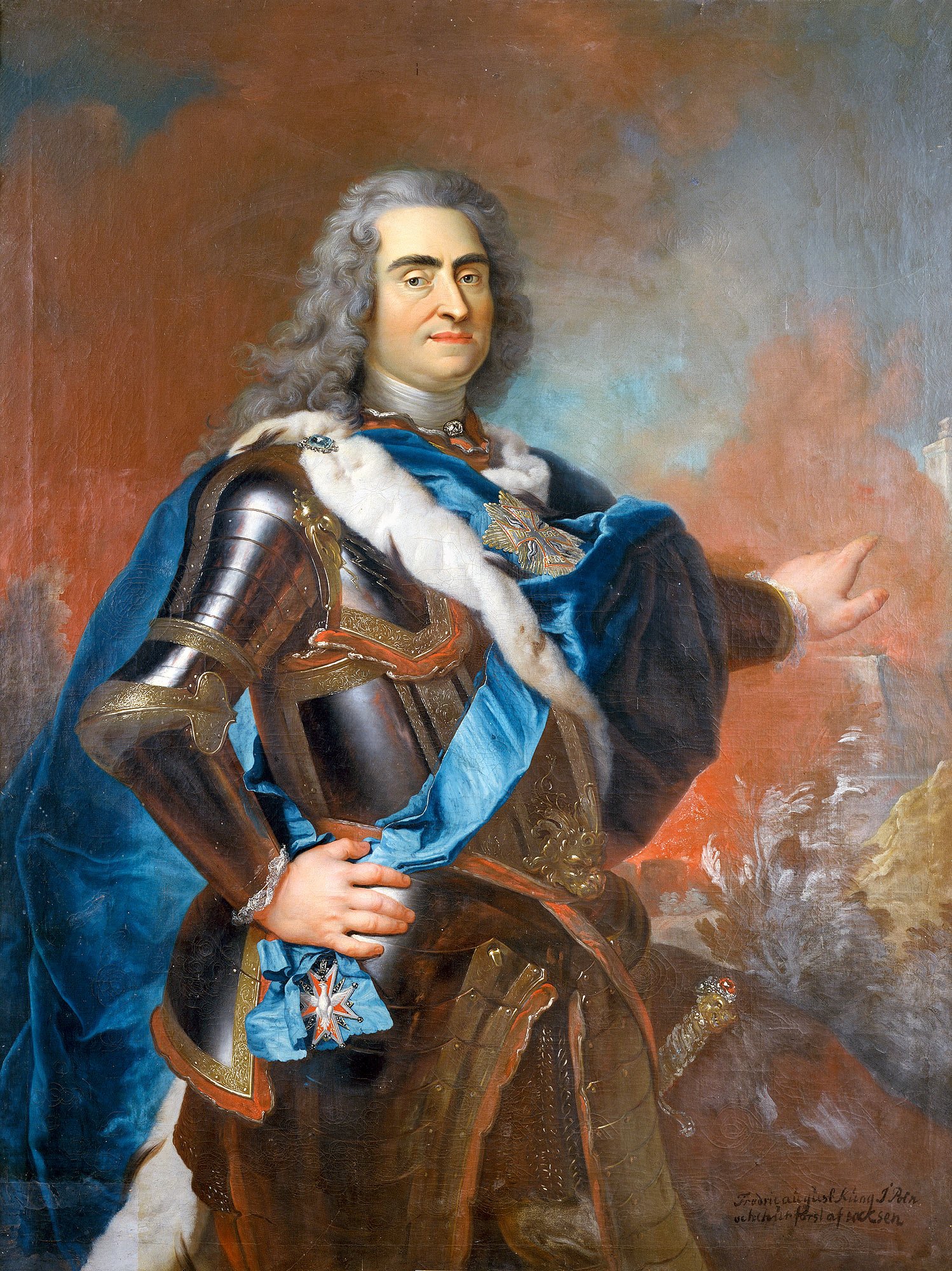
Il re di Polonia Augusto II dipinto dal suo pittore di corte Luigi de Silvestre

Le truppe sassoni si erano ritirate oltre il fiume Nida. La loro ala destra, al comando del conte Johann Matthias von der Schulenburg si trovavano dietro una palude mentre l'ala destra, costituita dalla cavalleria al comando del conte Jacopo Enrico von Flemming, era nascosta in un bosco. Carlo XII decise di aggirare le postazioni nemiche.
I sassoni avevano preparato dei passaggi attraverso la palude ed attaccarono le truppe svedesi in ritirata sulla loro ala destra. Nel contempo la loro ala sinistra veniva attaccata: essa consisteva di circa 10 000 uomini, prevalentemente a cavallo, al comando del principe Geronimo Augustino Lubomirski. I sassoni sprecarono una vittoria ormai sicura, volendo costringere gli svedesi ad un combattimento alla pistola. Le truppe svedesi, aduse al combattimento e formate da reparti di élite, li assalirono. I sassoni furono travolti, battuti e presi prigionieri: solo pochi di loro poterono scampare attraverso il Nida.
Quindi Carlo XII si affrettò dal centro dello schieramento ad attaccare i polacchi con la fanteria. Egli formò tre linee d'attacco, la prima con baionette e le altre due con moschetti ed ottenne un effetto devastante con i cavalieri polacchi.
Le truppe svedesi cambiarono direzione e cercarono di occupare i passaggi sulla palude. In questo modo i sassoni furono accerchiati. Allora il generale von der Schulemberg ordinò ai suoi reggimenti di fanteria, che fino a quel momento erano appena stati sfiorati dall'attacco nemico,  di uscire dal centro dello schieramento, per assumere la propria posizione sui passaggi della palude: ne venne fuori un accanito corpo a corpo. Una gran parte delle unità poterono però ritirarsi attraverso il fiume.
Carlo XII fu il vincitore della battaglia ma grazie all'intelligente decisione dello Schulemberg l'armata sassone non dovette capitolare, bensì poté ritirarsi con qualche perdita. Gli svedesi si appropriarono dell'artiglieria e della cassa di guerra dei sassoni e persino dell'intero bagaglio personale del re. Il 31 luglio Carlo XII fece il suo ingresso in Cracovia ed Augusto II si ritirò con la sua armata.